# Vanessa Mariposa
Vanessa Mariposa, pe numele real Vanessa Hofinger, (n. 16 decembrie 1992) este un model austriac, influencer de fitness și personalitate TV cu rădăcini italiene.
A devenit faimoasă prin participarea sa la cel de-al treilea sezon al emisiunii Germany's Next Top Model în 2008. Ulterior, și-a construit o carieră ca model de fitness și influencer pe rețelele sociale. Pe platforme precum Instagram, ea împărtășește sfaturi de fitness și perspective asupra vieții sale de zi cu zi.
Vanessa Mariposa a fost model pentru mai multe branduri importante, inclusiv Coca-Cola, Adidas, New Balance și Honey Birdette. Pe lângă munca sa de model, și-a dezvoltat propria aplicație de fitness care oferă planuri personalizate de antrenament și nutriție. De asemenea, a apărut în diverse emisiuni TV, inclusiv Ex on the Beach, Are You the One? – Reality Stars in Love, Das Sommerhaus der Stars și The Real Life. A fost înșelată de două ori cu produse contrafăcute de YouTuber-ul Marvin Wildhage. Aceste greșeli au fost abordate și în emisiunea Das große Promi-Büßen (Marea Penitență a Vedetelor). În 2022 a câștigat emisiunea Club der guten Laune (Clubul Bunei Dispoziții) de pe Sat.1. În 2024 a apărut în emisiunea The 50 de pe Amazon Prime Video. În Austria, Vanessa Mariposa și-a filmat propria emisiune TV, în care oferă perspective asupra vieții sale de zi cu zi, a carierei sale profesionale și a dezvoltării propriei afaceri. Emisiunea arată cum își conduce compania, cum își organizează ziua de lucru și cum își combină stilul de viață cu fitness-ul și rețelele sociale. În 2022 a fondat propriul brand de bikini, Honeysand.
Vorbește patru limbi: germană, engleză, italiană și spaniolă.

## Apariții TV
- 2021: Ex on the Beach (RTL+)
- 2021: Are You the One? – Realitystars in Love (RTL+)
- 2022: Club der guten Laune (Sat.1)
- 2022: The Real Life – #nofilter (RTL+)
- 2022: Das Sommerhaus der Stars – Kampf der Promipaare (RTL)
- 2023: Forsthaus Rampensau (ATV)
- 2024: The 50 (Amazon Prime Video)
- 2024: Das große Promi-Büßen (ProSieben)